# KolourPaint
KolourPaint — вільний редактор растрової графіки з відкритим кодом від KDE. Схожий на Microsoft Paint до версії, що постачалася з Windows 7, але має деякі додаткові функції, такі як підтримка прозорості, колірного балансу та обертання зображення.
Задуманий, щоб бути концептуально простим для розуміння, забезпечуючи рівень функціональності, орієнтований на середнього користувача. KolourPaint розроблений для повсякденної роботи, наприклад:
- Малювання: малювання схем і «малювання пальцями»
- Опрацювання зображень: редагування скріншотів і фотографій; застосування ефектів
- Редагування значків: малювання кліпартів[en] і логотипів із прозорістю

У версії K Desktop Environment 3.3 KolourPaint замінив KPaint як стандартну просту програму для малювання.
KolourPaint має порт на Microsoft Windows, в межах ініціативи KDE on Windows. KolourPaint також має порти для MacOS, але вони дуже складні та вимагають знань програмування або використання командного рядка.